# Wafi City

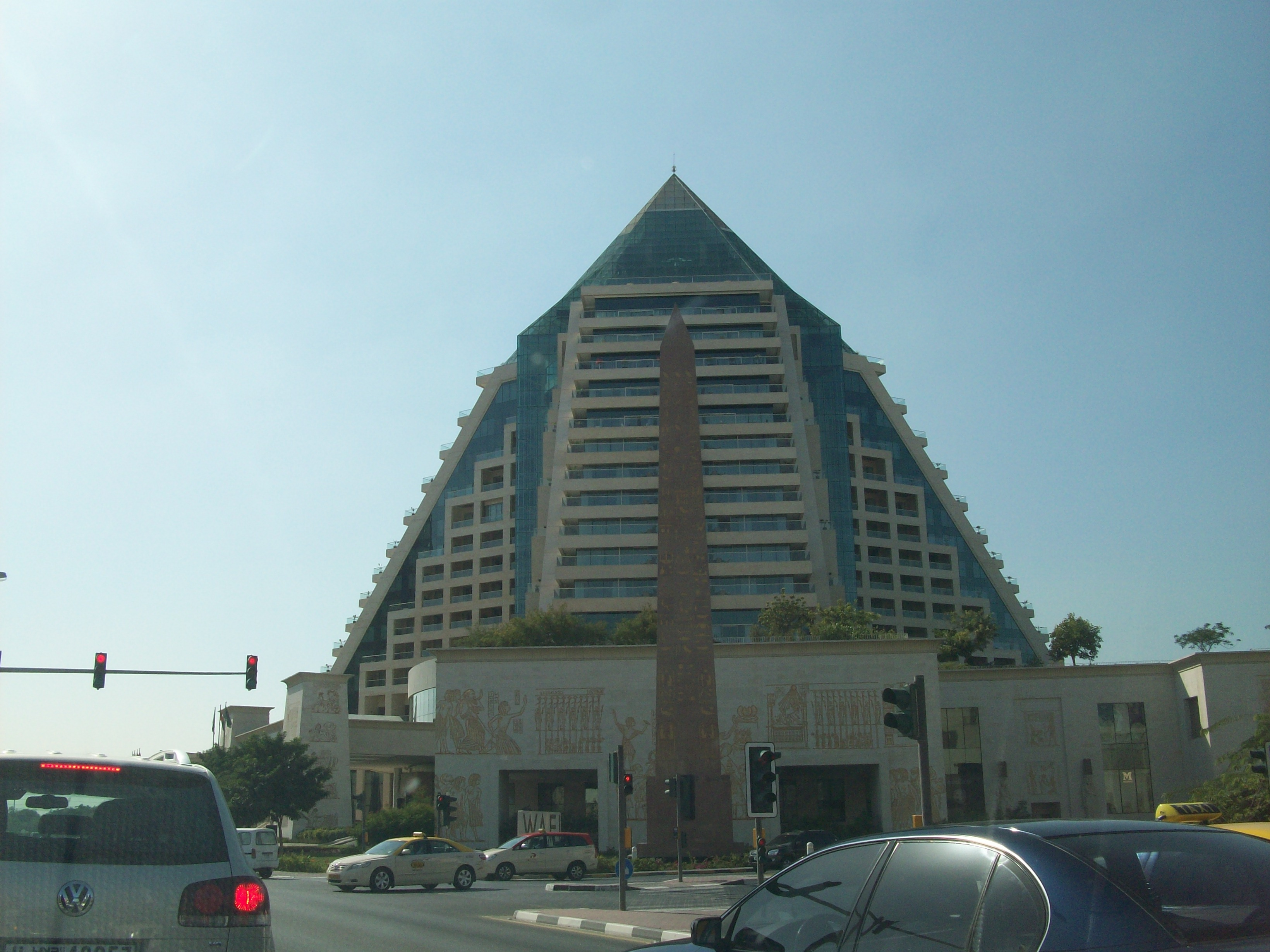
Raffles Duabi visto desde afuera.

Wafi City o ciudad wafi es una ciudad dormitorio de uso mixto ubicada en la ciudad de Dubái, en los Emiratos Árabes Unidos. Incluye un centro comercial, hotel, restaurantes y residencias.

## Wafi Mall
Es un centro comercial que fue abierto en 2001. Incluye 200 tiendas en un área de 80.000 m².

## Raffles Dubai
Es un proyecto de un hotel de cinco estrellas, en forma de pirámide egipcia con 248 habitaciones en 18 pisos.